# 超常機動サイレーン
『超常機動サイレーン』（ちょうじょうきどうサイレーン）は、メディアワークス刊行「月刊コミック電撃大王」2004年8月号から2007年9月号まで連載されていた井原裕士によるSFラブコメディ漫画。単行本全4巻。なお連載期間中、ワンダーフェスティバル開催後は作者の前作『DOLL MASTER』特別編『DOLL MASTERぱられる』が掲載されたため、休載となった。

## あらすじ
エコロジーを訴えつつ破壊の限りを尽くす悪の組織エコエコ団。それに対抗するサイレーンは、市街でのテロに対抗するべく設立された第三セクターの公共警備防衛機構（公警）という組織に所属する特殊部隊である。
ある日、事務志望だったはずなのにシステム適性があっただけでサイレーンのひとり、サイ・ドルフィンに抜擢されてしまった波好めるなは、ひょんなことからエコエコ団のメカ開発主任である水凪俊一郎と知り合う。しかし、お互いにサイ・ドルフィンであることとエコエコ団メカ開発主任であることは知らない。
ある時、ふたりが一緒にいるところを水凪の職場の部下たちが見つけ、めるなを水凪の彼女であると誤解して盛り上がる。水凪は迷惑がりつつも、「公警やサイレーンの情報収集のために」と自らを納得させつつ、めるなとの接触を繰り返す。
サイレーンに対するストーカーによる危機を救ったことから二人の仲は急速に縮まり、お互いの正体に気づかぬままついには正式なお付き合いを始めることとなる。しかし一方では二人のあずかり知らぬところで、公警にもエコエコ団にも諸々の事情があった。
そんなこんなでどんどんラブコメ展開にはまっていく二人。そして二人を他所に、様々な思惑が交錯するそれぞれの組織。
一体どうなる？

## 登場人物

### 公警側
波好めるな（なみよし めるな）
サイレーンの第2号隊員。サイ・ドルフィンのスーツを着用する。本人はドジッ娘の上に天然だが、自分なりに精一杯サイレーンを勤めている。準公務員という安定した待遇を求めて事務志望だったはずなのだが、なぜかスーツ着用者に抜擢されてしまう。選ばれた理由は元々「サイ能力」を持っていたからだが、能力増強のために脳に取り外し可能な改造チップが埋め込まれている。調整不足なまま実戦投入された事もあってか戦闘中もドジを連発する事が多く、居るだけ参戦な状態が多いが、流出した戦闘シーン等からコアなファンも多い。ビークルはモチーフにもなっているイルカ形浮遊バイク。
天城北斗（あまぎ ほくと）
サイレーンの第1号隊員。サイ・ホークのスーツ着用者。性格と外見が男っぽい。いわゆる熱血馬鹿な性格なためか「サイ能力」の出力もそれに比例して大きくなる傾向がある。スーツの破損率やエネルギー切れの速さも隊員一ではあるが足止め役としてはかなり有能。ビークルはモチーフとにもなっている鷲型小型飛行機。
地田主任（ちだ しゅにん）
めるな、北斗の直属上司。仕事には大変厳しいが、めるなや北斗には信頼されている。ちなみに男性でも「池田主任」でもない。当初は犬飼課長と共に作戦行動中のサイレーンの指揮を執っていたが、第3のサイレーン、サイ・パンサーとして戦闘に参加するようになった。ただし部品の調達が滞っているためか飛行能力はない。ビークルは豹型バイク。
塩田（しおだ）
めるな、北斗の同僚。めるなに好意を抱いているが、今のところめるなからは避けられている。第4のサイレーン、サイ・ドラゴン。
犬飼課長（いぬかい かちょう）
サイレーンの所属する特殊機動課課長であり、サイレーンの警備活動責任者である。地田主任と共にサイレーンの作戦行動計画を練り、指示を出している。サイシステムについても詳細を知っているようで、時として上層部と現場の間に立って板ばさみとなる心優しき上長。
島崎水香（しまざき みずか）
広報用サイレーンのサイ・ドルフィン役。所属は通信課。そのルックスからオタクっぽい男性ファンが多いがなかなか気が強く、押し寄せる報道陣にも冷厳に対処している。今のところ浮いた噂はなく星野とも仕事上のパートナーに過ぎない。サイ・パンサーを女性と知りつつときめいていたことがある。
星野正光（ほしの まさみつ）
広報用サイレーンのサイ・ホーク役。所属は整備課。その甘いルックスから一般人はもとより公警内（の女性職員）にも多くのファンを抱える。だが本人は表に出ることが好きではなく、当初広報活動は仕事と割り切っていたがめるな達の仕事の重要性を肌で感じた事で認識を改める。めるなたちと接触後は北斗の男性的な魅力に惹かれ、一緒に昼食を摂るなどさりげなくアプローチをかけている。もっともめるなは気づいているが北斗は「（性格が）いいヤツ」くらいにしか思っていない。
沼内博士
天城博士（北斗の姉）と共にサイレーンの研究部門を担う博士。しかし自身の研究者としての意欲や、研究予算獲得のためには人体実験も辞さない狂信的な人物。めるなに改造チップを埋め込んだ張本人。人造ニューロンに着目し、星統産業とも接触している。

### エコエコ団（星統産業）側
水凪俊一郎（みなぎ しゅんいちろう）
エコエコ団メカ開発主任。表向きには星統産業という複合企業の技術部長だったが、後に嵐山博士の技術研究室分室助手になった。めるなが公警に勤めているということを知ってサイレーンに関する情報を手に入れようとするが、旨い店の情報と落ちない領収書の束だけが増えていく。過去にトラウマがあり女性不信だったが、めるなに惹かれていく。ちなみに組織での愛称は「ドクターM」だが、実は修士号しか持っていない。
星征司（ほし せいじ）
エコエコ団首領にして、大手製造業「星統産業」の二代目若社長。バカ殿にみせかけて実は切れ者。エコエコ団首領としては、つねに派手なコスプレで登場する。エコエコ団のアットホームな社風は、彼の性格に負う所も大きいようだ。部下に無茶な作戦を指示する悪癖があり、部下たちの残業地獄はほとんど彼が原因である。
水凪の部下たち
エコエコ団の団員。能天気な彼らのおかげで水凪の職場は、残業地獄でも無駄にアットホームである。ベータ（クモ女）がめるなと戦闘した際の映像をネットカフェから公開して3か月の減俸処分を食らったが、そのせいでサイレーンが一気に有名になった。無邪気な連中に見えるが、各員は様々な事情でエコエコ団（星統）から離れることができない。
嵐山孝造（あらしやま こうぞう）
通称「プロフェッサーA」。エコエコ団、そして星統産業の技術開発主任。元々はエコエコ団専属で怪人の開発に携わっていたが、征司の意図で星統産業技術研究室室長に転属した。エータで試験的に導入した新技術「人造ニューロン」を公表し、大きな話題となる。
火車（かしゃ）
水凪と嵐山の多忙に伴い、新たにエコエコ団作戦指揮官に任命された女性。知的で冷静な性格で、実は水凪の元カノでトラウマの源（水凪の研究を盗んだ）。高度の知性と能力を有するが、組織のアットホームな空気を吹き飛ばすほど冷厳でもある。ただしその行動には（本人の性格もあるが）重い理由がある。通称は「コマンダーK」。
イプシロン
エコエコ団の製造した怪人。名前はギリシャ文字で「5」を意味し、エコエコ団5号機に当たると考えられる。性格は単純、凶暴。当初ジャガー型怪人だったが、外装チェンジに伴い「人型（男）⇔玄武型」の可変スタイルとなった。その軽佻な性格ゆえ他の怪人たちに軽んじられているが、命令に従わず独断専行することがあるほど人間に近い自意識の持ち主でもある。
デルタ
エコエコ団の製造した怪人。名前はギリシャ文字で「4」を意味し、エコエコ団4号機に当たると考えられる。性格は沈着、冷静。単純なイプシロンを軽んじている。当初コウモリ型怪人だったが、外装チェンジに伴い「人型（男）⇔青龍型」の可変スタイルとなった。
ベータ
エコエコ団の製造した怪人。名前はギリシャ文字で「2」を意味し、エコエコ団2号機に当たると考えられる。性格は冷静でやや傲慢。単純なイプシロンを軽んじている。当初クモ型怪人だったが、外装チェンジに伴い「人型（女）⇔朱雀型」の可変スタイルとなった。クモ女の時、めるなとの近接戦闘の際にめるなを肉感的に撮影した（この映像が団員によって流出された）。
エータ
エコエコ団の製造した新型怪人。名前はギリシャ文字で「7」を意味し、エコエコ団7号機に当たると考えられる（なおその他の数字は、製造段階で故障するなどの理由で実用化に至っていない怪人である）。人型外装が少女型。基礎人格はめるなを基にしている（無意識に俊一郎が入力した）。そして俊一郎が教育を担当することになった。戦闘用の外装は「白虎型」。他の怪人と異なるプログラミングをされたせいか、より人間の子供に近しい感情を抱くようになった。「水凪の親戚の子」としてめるなにも可愛がられるが、その後の戦闘の際にサイ・ドルフィンの正体がめるなであることに気付き、めるなを庇って破壊され、修復不能になる。

## キーワード
サイレーン
公警が誇る対テロ特殊部隊。最先端技術が盛り込まれた科学部隊であるが、それゆえその技術には不安定要素と色々な秘密が多い。「サイ能力」という特殊能力保持者しか着任することができないため、初期の実働部隊はたった2名であった。動物を模した装甲スーツとAIを搭載した支援メカをセットで運用するのが基本と思われるが、サイ・パンサー以降用の支援メカは現時点では登場していない。ネットで映像が公開され、マニアックなファンが急増する。
サイシステム
サイレーンに組み込まれている攻撃システム。「サイ能力」という特殊能力（先天性のようである）を保持する人間の、「サイ値」と呼ばれる精神力を攻撃能力に変換する。出来たてのシステムのため、不安定な部分や秘密も多い。また公警上層部やスポンサー企業は本システムのサイレーン以外での用途（軍事転用）を目論んでいる。
公警
正式名称は「公共警備防衛機構」。対テロ対策に編成された第3セクターの警備組織。今のところサイレーン以外の実働部隊は不明。3セクゆえに関連企業に逆らえないという弱点がある。
エコエコ団
大手製造業「星統産業」の裏組織。社長が個人的に運営している。エコロジー（単行本1巻の「エロコジー」は誤植）を方便に敵対企業の工場や社内の社長反対派が管轄する工場を破壊し、研究内容と技術者を盗んでいる。巨大な飛行物体や人工ニューロンを用いた怪人を製作するなど高い技術力を誇るが、慢性的超過勤務と人手不足に（首領以外が）悩まされている。また、幹部クラスを愛称で呼ぶアットホームな組織である。
星統産業
国内の大手製造業（複合企業の可能性もある）。代表取締役社長は星征司。会社の業務内容や業績について詳細は明らかではないが、本社が大きなビルであったりめるなが名前を聞いただけで驚いているので、一流企業として知られているようである。設立時期も不明だが、征司の先代が会社を大きく発展させた（ただしその内実は黒い側面を持つ）。エコエコ団が破壊した他社工場の技術者を迎え入れ、さらに規模を拡大しているようである。表立ってはいないが専務が社長追い落としに動いていた。
広報用サイレーン
エコエコ団の団員たちがサイ・ドルフィンの映像をインターネットに流出させたせいで、サイレーンが妙な関心を呼び公警の女子職員がストーキングされる事態に陥ったため、彼女たちを守るために結成された偽サイレーン。ネット上ではサイ・ホークが男性と思われているため、彼らも男女ペアである。各種イベントで広報活動を行い、美男美女なのでサイレーンの人気向上に貢献している。過熱する報道合戦に活動を自粛するなど防衛策を取っていたが、エコエコ団の策略で偽者であることが露見する（サイレーン本体の正体は不明のまま）。しかし本体を守るための「偽者」であることをファンに受け入れられ、表立った活動が出来ない本体に代わって「広報担当のサイレーン」として認知されるようになった。当初2人は本当のサイレーンが誰かを知らされていなかったが、偶然の遭遇から少しずつコミュニケーションを取るようになっている。サイ・ドルフィン役は通信課所属の島崎水香、サイ・ホーク役は整備課所属の星野正光。

## 単行本
- 電撃コミックス
  1. ISBN 4840230153
  2. ISBN 4840233268
  3. ISBN 4840236747
  4. ISBN 4840240566